# Mesch
Mesch (en limbourgeois Misj) est un village situé dans la commune néerlandaise d'Eijsden-Margraten, dans la province du Limbourg. Le 1er janvier 2008, le village comptait 367 habitants.

## Histoire
Mesch a été une commune indépendante jusqu'au 1er janvier 1943, date de son rattachement à Eijsden.
Le 12ème Septembre 1944, Mesch, Noorbeek et autres villages sond libérés.

## A voir
- L'église paroissale St. Pancrace, initialement une chapelle du IXe siècle
- La ferme "de Laethof", sous l'ancien régime un fief du chapitre Ste. Marie d'Aix-la Chapelle (Cathédrale d'Aix-la-Chapelle)
- Ancienne ferme et moulin féodal "de Meschermolen" sur le ruisseau Voer, actuellement transformé en logis touristique